# Kamberk (Ralská pahorkatina)
Kamberk (399 m n. m.) je vrch v okrese Liberec Libereckého kraje, ležící při západním okraji města Osečná, na katastrálním území Lázně Kundratice.

## Popis vrchu
Zalesněný vypreparovaný suk ve tvaru komolého kužele, tvořený čedičovou horninou nefelinitem proniklým svrchnokřídových sedimenty. Z východního částečně vymýceného svahu jsou omezené výhledy na Osečnou a Podještědí. Z různých stran úpatí je zástavba, louky i orná půda. Na vrcholu se nachází soukromá chalupa. Ze severu a západu vrch obtéká řeka Ploučnice.

## Geomorfologické zařazení
Vrch náleží do celku Ralská pahorkatina, podcelku Zákupská pahorkatina, okrsku Podještědská pahorkatina, podokrsku Strážská kotlina a části Osečenská kotlina.

## Přístup
Automobil je možno zanechat v Osečné nebo na parkovišti u odbočky na Lázně Kundratice. Na vrchol vede od jihu pěšina.